# 达万扎蒂宫

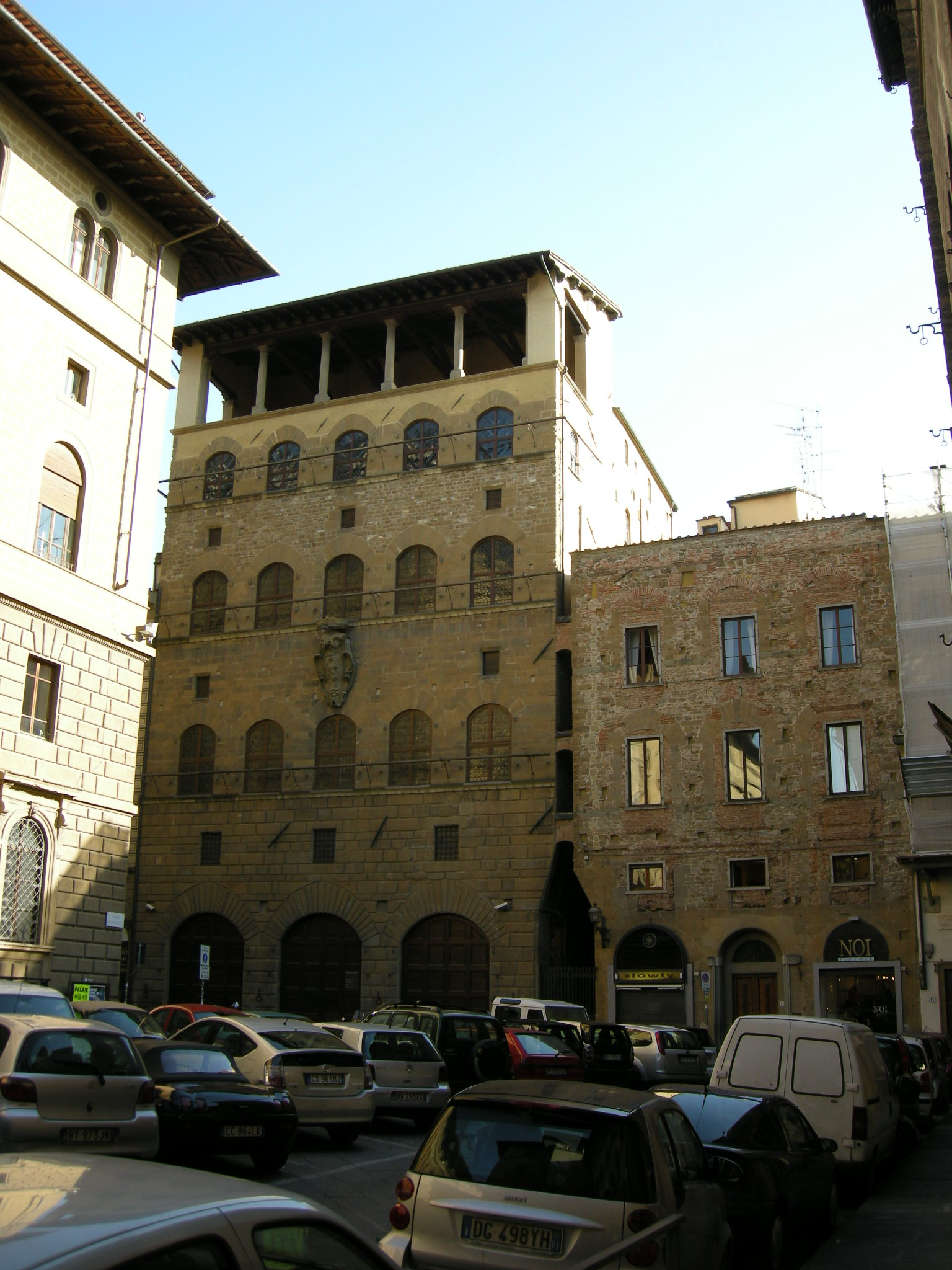
立面

达万扎蒂宫（義大利語：Palazzo Davanzati）是意大利佛罗伦萨的一座宫殿，设有佛罗伦萨老房子博物馆（義大利語：Museo della Casa Fiorentina Antica），又名达万扎蒂宫博物馆（義大利語：Museo di Palazzo Davanzati，或译为达万扎提博物馆）。

## 历史
达万扎蒂宫在14世纪下半叶由富裕的羊毛商人达维齐家族（Davizzi）修建。在1516年出售给巴尔托里尼家族（Bartolini），在1578年又出售给另一个富裕商人达万扎蒂家族（Davanzati），达万扎蒂家族拥有这座建筑直到1838年。在卡洛·达万扎蒂自杀以后，这座建筑被分割为不同部分，并经过了修改。在19世纪数次逃过了拆除的命运，被文物收藏家埃利亚·沃尔皮（Elia Volpi）买下，恢复为原有风格。
1910年作为私人博物馆开放，但是在1916年所有家具在纽约出售。1920年，文物收藏家Bengujat获得了这座建筑。这次产权变动之后，在1951年成为国有财产，被改为博物馆。在1990年代得到修复。该博物馆于2005年部分重新开放。

## 建筑
这座宫殿用砂岩建造，有三座大门和三排直棂窗。顶层有一个凉廊，由四根圆柱和两根壁柱支撑。立面保持了达万扎蒂的纹章。
这座博物馆收藏意大利和国外的古老刺绣。